# Erzkolibri

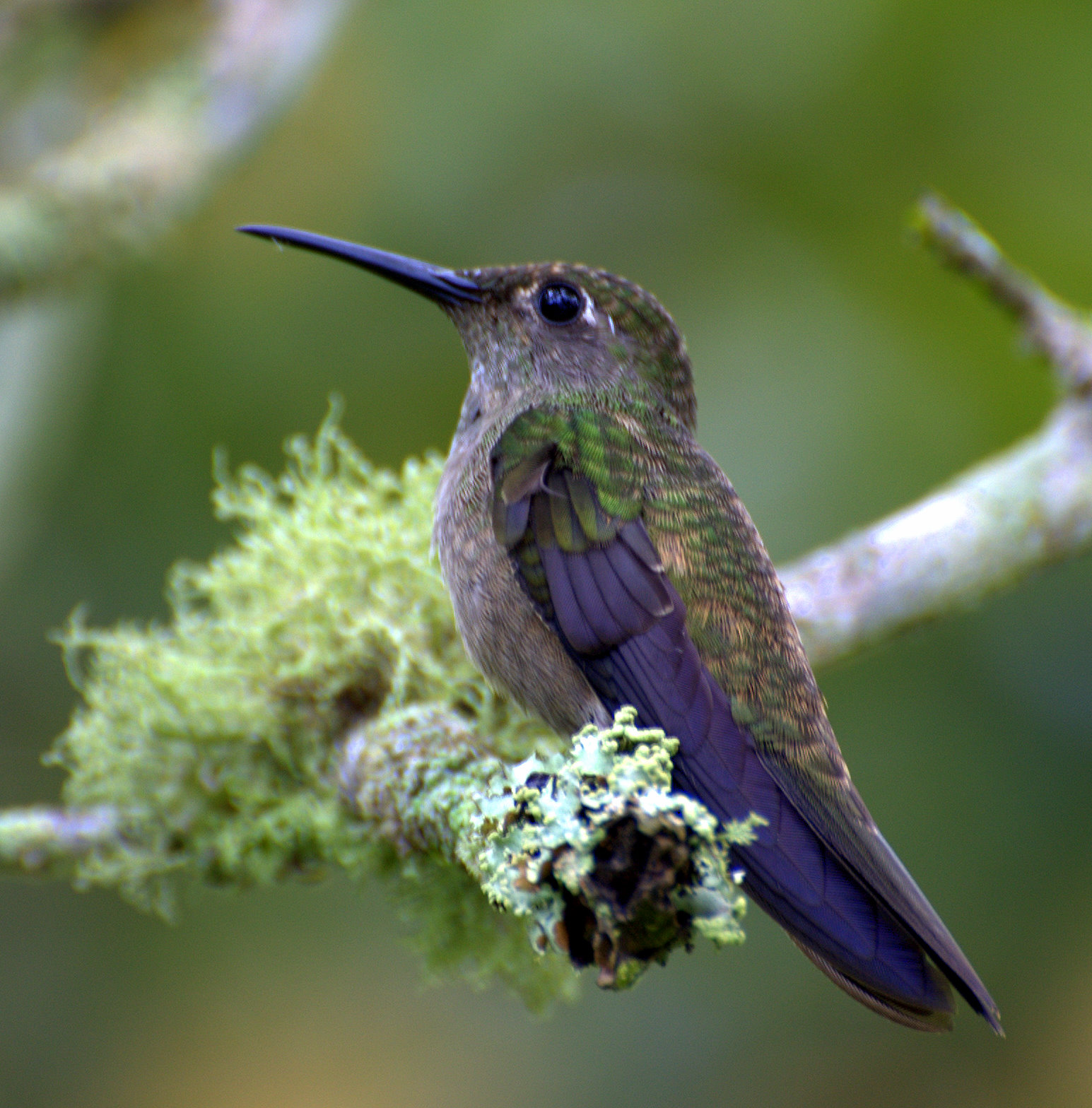
Erzkolibri bei São Paulo, Brasilien

Der Erzkolibri (Eupetomena cirrochloris, Syn.: Aphantochroa cirrochloris, Trochilus cirrochloris) ist ein Vogel aus der Familie der Kolibris (Trochilidae). Die Art ist endemisch in Brasilien. Der Bestand wird von der IUCN als „nicht gefährdet“ (Least Concern) eingeschätzt.

## Merkmale
Der Erzkolibri erreicht eine Körperlänge von etwa 12 cm, wobei der Schwanz 43 mm und der Schnabel 21 mm lang sind. Die Flügellänge beträgt 7,2 cm. Dabei wiegt er ca. 9 Gramm. Die gesamte Oberseite und die Flügeldecken sind düster bronzegrün bis schwärzlichbronzegrün gefärbt. Die Oberschwanzdecken weisen einen kupferfarbenen Glanz auf. Die Unterseite ist graubräunlich mit leichtem Grünglanz, besonders an der Kehle und den Halsseiten. Die weißgesäumten Unterschwanzdecken sind graubraun. Die Flügel sind schwärzlichpurpurn, die Schwanzfedern schwärzlich dunkelgoldbronze mit stahlblauem Schimmer, doch an den Wurzeln deutlich grünlicher gefärbt. Hinter dem Auge (postokular) befindet sich ein weißer Fleck. Der Schnabel und die Beine sind schwarz. Es gibt kaum einen Geschlechtsdimorphismus, außer das die Weibchen tendenziell etwas kleiner sind.

## Verhalten
Bei Forschungsarbeiten im immergrünen Flachlandwald von Fazenda Jueirana nahe dem Reserva Biológica de Una wurde erstmals das Schlafverhalten des Erzkolibris beobachtet. Der beobachtete Kolibri landete auf isolierten horizontalen Weinrebenkeimen in ca. 13 Metern Höhe. Hier gab er zunächst einige Minuten eine laute Serie von Schwirrlauten von sich. Danach setzte er sich auf einen Ast, der ca. eine 30 Grad Neigung hatte. Dabei bedeckte er die Beine mit den Bauchfedern. Der Kopf war nach oben geneigt, so dass der Schnabel ca. im 60 Grad Winkel stand. Außerdem verschanzte er sich unter einem Blätterdach, das ihn vermutlich vor Regen schützen sollte. Im Allgemeinen landen Erzkolibris auf Bäumen, die frische Früchte tragen. Hier setzen sie sich hin, schauen sich um und putzen sich gelegentlich. Zwischendurch fliegen sie Angriffe auf andere Kolibris oder Vögel wie den Gelbzügel-Todityrann (Todirostrum poliocephalum) (Wied-Neuwied, 1831), wobei sie relativ schnell an ihren alten Sitzplatz zurückkehren. Ihr vertikaler Flug ähnelt dem des Neuweltfliegenschnäppers.

## Fortpflanzung
Die napfförmigen Nester bauen Erzkolibris auf waagrechten Ästen. Ein Ei wiegt ca. 0,76 g bei einer Größe von 16 mal 10 mm. Die Brutzeit ist von November bis März. Die Brutdauer beträgt 16 Tage. Die Jungvögel sind ca. 28 Tage Nesthocker, bevor sie das Nest verlassen.

## Nahrung
Bei einer Forschungsreise im Jahr 2005 wurde nahe dem Parque Estadual Carlos Botelho beobachtet, wie drei Erzkolibris die offenen  Blüten des Afrikanischen Tulpenbaumes (Spathodea campanulata) anflogen, um Nektar zu rauben, sowie Insekten, die vor den Blüten schwirrten, zu jagen. Diese Tatsache ist umso bemerkenswerter, da bekannt ist, dass viele Insekten während der Blüte dieses Baumes am Gift der Blüten verenden. Aus früheren Studien ist bekannt, dass andere Nektarsammler wie der Blaue Gabelschwanzkolibri (Eupetomena macroura) (Gmelin, 1788) oder der Zwerg-Epauletten-Flughund (Micropteropus pusillus) (Peters, 1867) keine Vergiftungserscheinungen durch die Aufnahme des Nektars zeigten. Es wird vermutet, dass die Pflanze diese Strategie entwickelt hat, um sich gegen Pflanzenfresser zu schützen und doch die Verteilung ihrer Pollen zuzulassen.

## Verbreitung und Lebensraum

Verbreitungsgebiet des Erzkolibris

Das Verbreitungsgebiet erstreckt sich über den Südosten und Osten Brasiliens. Hier halten sich Erzkolibris gerne in der Nähe von Waldrändern, Gärten, Plantagen und Sekundärvegetation auf. Im Jahr 2004 wurde ein Erzkolibri angeblich erstmals in der Provinz Misiones in Argentinien gesichtet. Dies stellte sich aber als Fehlidentifikation heraus. Es handelte sich in Wirklichkeit um eine Glanzamazilie (Chrysuronia versicolor (Vieillot, 1818)).

## Etymologie und Forschungsgeschichte
Louis Pierre Vieillot beschrieb den Erzkolibri 1818 unter dem Namen Trochilus cirrochloris. Als Fundort gab er Brasilien an. Ein Typusexemplar befand sich zum Zeitpunkt der Erstbeschreibung im Muséum national d’histoire naturelle. Es war John Gould, der ihn in seiner Lieferung 6 seiner Kolibritafeln 1853 in der neuen Gattung Eupetomena einordnete. Dieser Name ist griechischen Ursprungs und leitet sich von ευ eu für „fein, gut“ und πετομενος, πετομαι petomenos, petomai für „immer fliegend, fliegen“ ab. Das Artepitheton cirrochloris ist aus dem lateinischen cirrus für „Wolke, Haarlocke“ und dem griechischen χλωρός chlōrós für „grün“ abzuleiten.